# Soğanlı vadisi
El valle de Soğanlı (en turco, Soğanlı vadisi) es un paraje de Capadocia, en Anatolia central, Turquía. Es famoso por la población troglodita de Soğanlı, y sus sesenta iglesias.
El valle se encuentra 26 km al sur de Ürgüp. Entre las iglesias más importantes se encuentran la iglesia de la serpiente (Yılanlı kilise), la iglesia escondida (Saklı kilise), la iglesia de la cabeza negra (Karabas kilise) y la iglesia de tres niveles con una cúpula (Kubbeli kilise).
- Datos: Q9339901